# Galeandra stangeana
Galeandra stangeana är en orkidéart som beskrevs av Heinrich Gustav Reichenbach. Galeandra stangeana ingår i släktet Galeandra och familjen orkidéer. Inga underarter finns listade i Catalogue of Life.

## Bildgalleri

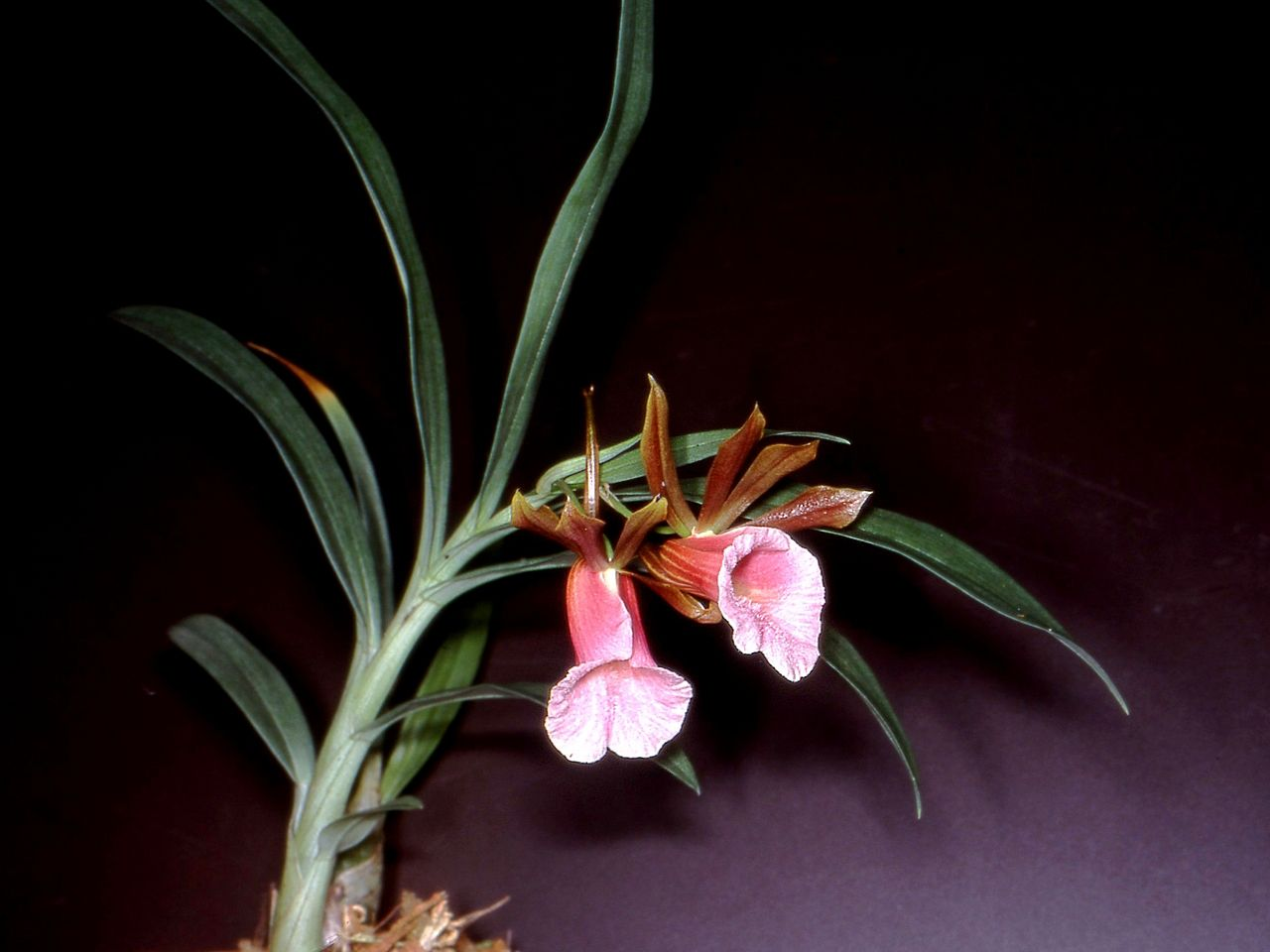
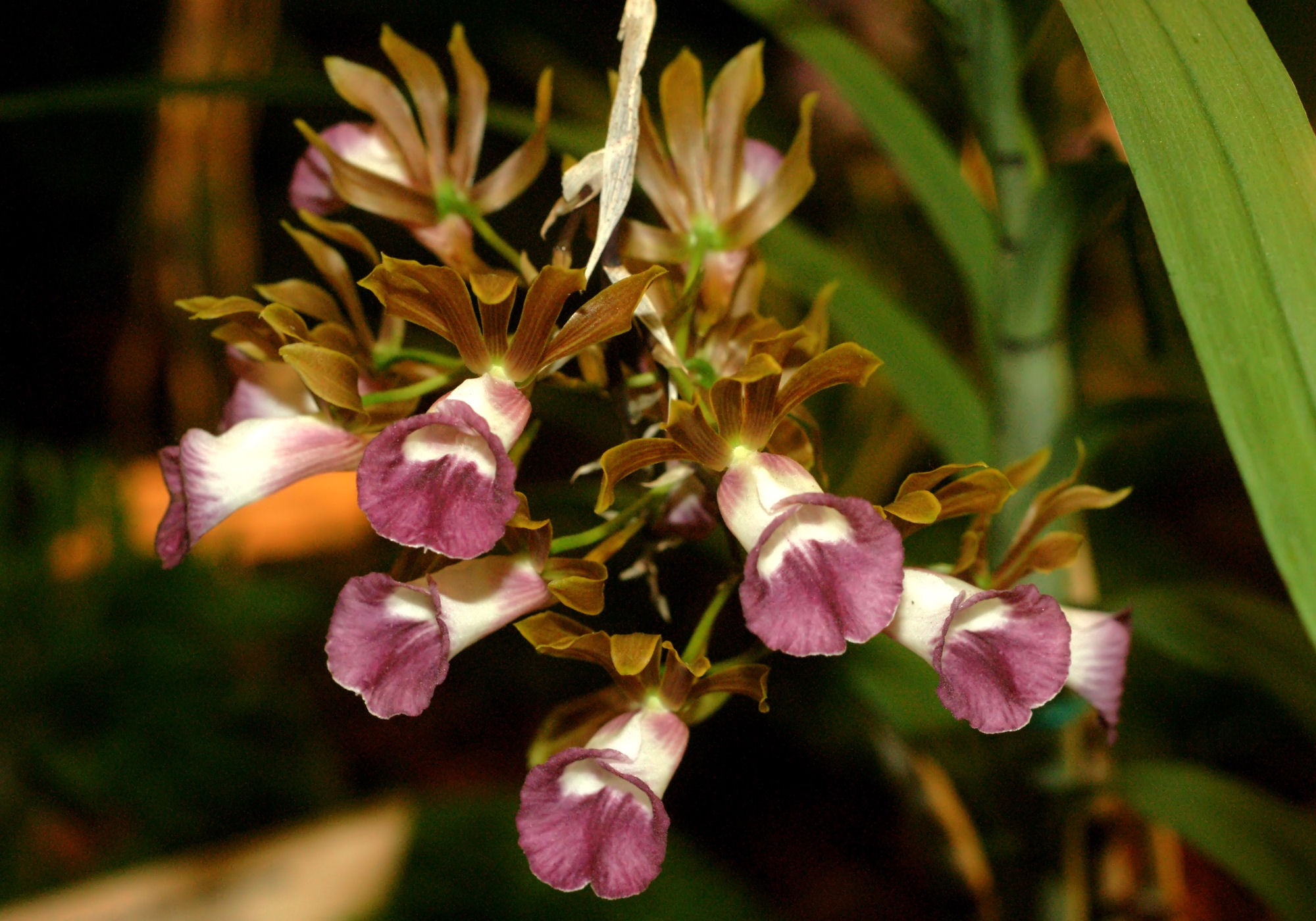
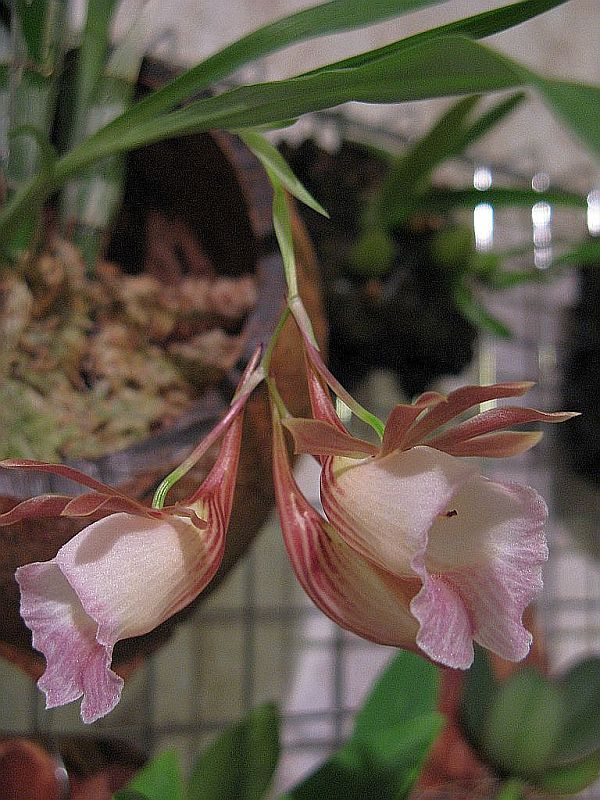
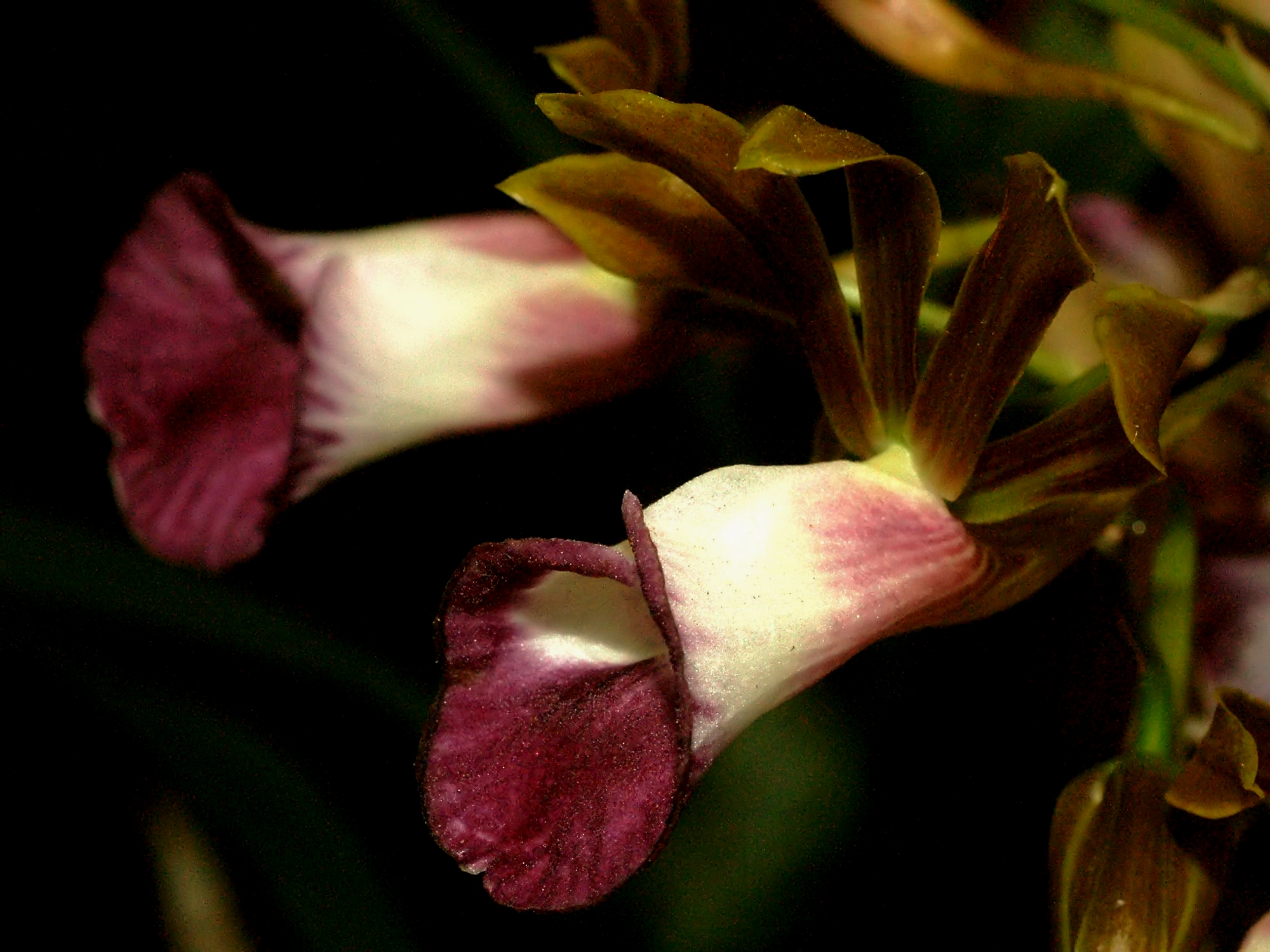
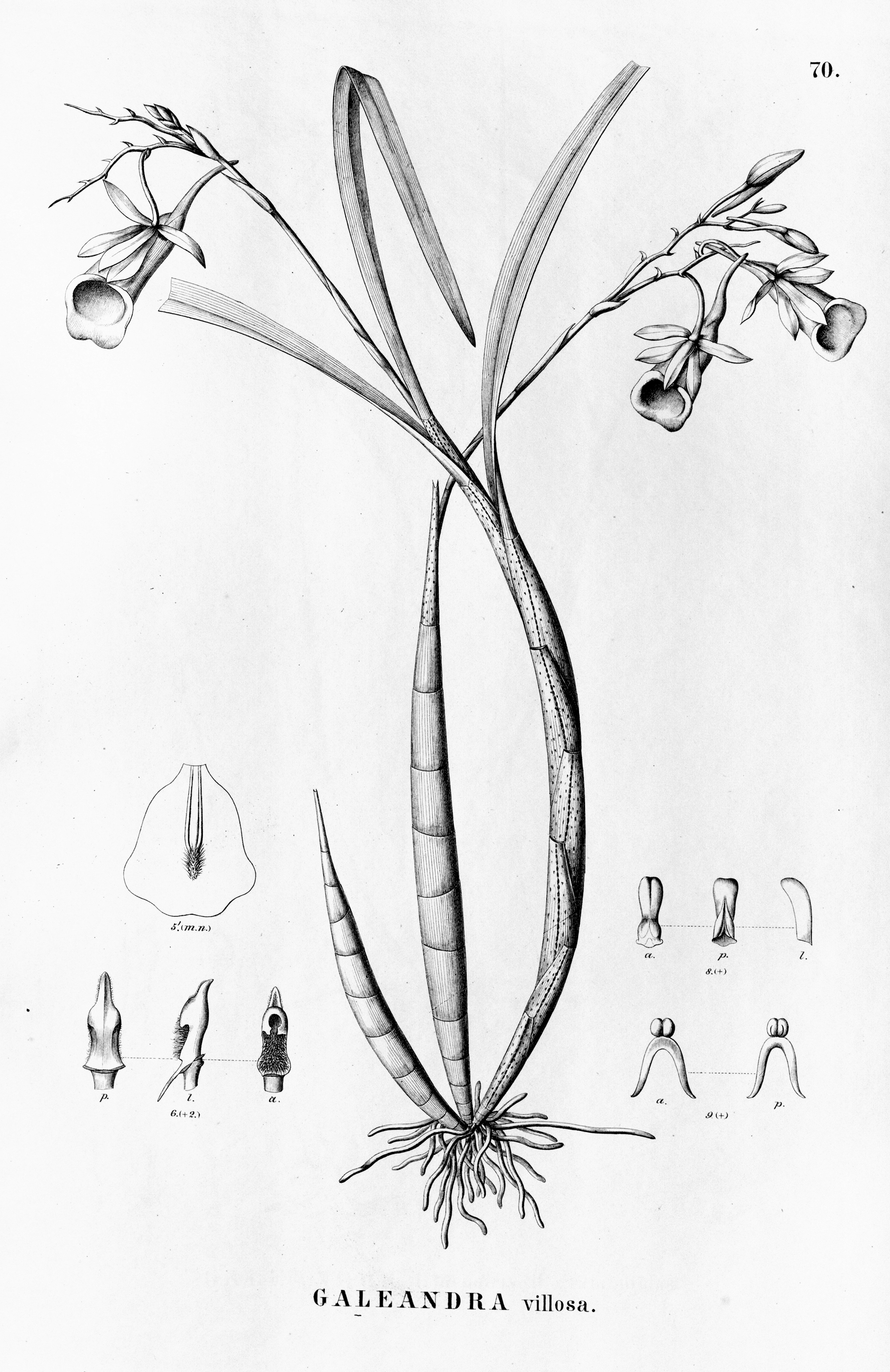